# Dusona carinifrons
Dusona carinifrons är en stekelart som först beskrevs av Holmgren 1860.  Dusona carinifrons ingår i släktet Dusona och familjen brokparasitsteklar. Arten är reproducerande i Sverige. Inga underarter finns listade i Catalogue of Life.